# Butia catarinensis
La palmera butiá catarinense o butiá de playa (Butia catarinensis) es una especie del género Butia de la familia de las palmeras (Arecaceae). Habita en el centro-este de Sudamérica.

## Distribución y hábitat
La palmera B. catarinensis es un endemismo del sur de Brasil, creciendo en grandes poblaciones en la porción austral del distrito fitogeográfico de la restinga, a lo largo de la costa litoral, especialmente en los alrededores de la ciudad de Laguna, y en general en la franja costera del oriente de los estados de Santa Catarina (en el todo el litoral) y Río Grande del Sur (en el litoral noreste).

## Características
B. catarinensis es una palmera pequeña de unos 3 m de ancho, con un estípite corto que rara vez supera los 2 metros de altura (llega hasta 3 metros), y con diámetros de entre 15 y 43 cm. La brácteas del tallo son lisas, glaucas, sin tomento lanuginoso. Su pequeña corona presenta hojas erectas y rígidas, de una tonalidad plateada-azulada. Una característica diagnóstica es que en la inflorescencia las brácteas del tallo son más amplias por encima de la parte media, y finalizan de manera abrupta en un pico corto. Sus pequeños frutos son más largos que anchos, estrechamente oblongos, con semillas elipsoidales. Su tamaño y forma permite separarlos fácilmente de los de  B. odorata los cuales son redondeados y más grandes. 
Usos
Es una especie resistente al viento, compacta, abundante, y muy cultivada en los pequeños jardines frente a las viviendas de la zona donde habita. Soporta bien el frío, comenzando a mostrar daños aproximadamente a los –8 Cº.

## Biología reproductiva
B. catarinensis comienza a reproducirse cuando su tronco supera los 20 cm de alto. En un estudio en su hábitat natural (Santa Catarina) encontró que la floración se produce durante la primavera y el verano austral, con un máximo en noviembre y diciembre. Es una especie protándrica, con una duración fenológica media de la fase de inflorescencia masculina de 7,95 días y de la fase femenina 3,95 días; posee un intervalo medio entre ambas de 2,45 días, siendo poco frecuente la presencia de inflorescencias masculinas y femeninas al mismo tiempo en la misma planta, lo que favorece una polinización xenogámica.
Las palmeras presentan frutos maduros desde noviembre hasta mayo, con un pico de fructificación en febrero, con la producción de 1 a 6 inflorescencias / planta. B. catarinensis se caracteriza por ser una especie clave de su ecosistema al ofrecer una oferta de frutos durante 7 meses, acrecentado por la alta densidad poblacional que posee la especie con un alto porcentaje de plantas reproductivas. Todo ello favorece a numerosas especies faunísticas que sacan provecho de su abundante fructificación, del mismo modo que lo hacen las poblaciones humanas que comparte su hábitat.

## Taxonomía
La población correspondiente al taxón hoy conocido como Butia catarinensis tuvo una compleja historia taxonómica.
Originalmente fueron referidos a Butia capitata, una especie descrita originalmente en el año 1826 por el botánico alemán Carl Friedrich Philipp von Martius bajo el nombre científico de Cocos capitata indicando que habitaba cerca de la ciudad de Montes Claros, en el estado de Minas Gerais, siendo en realidad una especie característica del cerrado y endémica de la región del Planalto Central de Brasil.
En el año 1891 fue descrito el taxón del sur de Brasil y el Uruguay por el botánico brasileño João Barbosa Rodrigues bajo el nombre científico de Cocos odorata, indicando que habitaba en campos de Río Grande del Sur y en la isla de los Padres, cerca del río Cebollatí (laguna Merín), Uruguay. Bajo esta forma se incluía a lo que luego sería denominado Butia catarinensis. En el año 1916 Odoardo Beccari aceptó a medias el nombre propuesto por Barbosa Rodrigues pues creó Butia capitata var. odorata (Barb. Rodr.) Becc.
Los 3 taxones son claramente diferentes y las poblaciones de B. odorata/catarinensis naturalmente más próximas al taxón de Minas Gerais están separadas de él por unos 1000 kilómetros de distancia.
A pesar de esto, Glassman en el año 1979 pasó tanto a Cocos odorata como a Butia capitata var. odorata a la sinonimia de Butia capitata, si bien recomendó la necesidad de continuar estudiando el problema taxonómico.
En la segunda mitad de la década de 1990, el especialista en esta familia Henderson indicó sobre las palmeras de la población austral que: “...tal vez deberían ser reconocidas como una especie separada, en cuyo caso Butia odorata sería el nombre correcto”, postura que recibió el apoyo de otros especialistas.
En el año 2004 en su tesis doctoral, Marcato creó el nombre de Butia odorata (Barb.Rodr.) Noblick ex Marcato, pero nunca publicó su tesis ni el nombre. En ese mismo año Lorenzi y otros publicaron el nombre de Butia odorata (Barb.Rodr.) Noblick y Pirani, pero carecían de una referencia basionímica adecuada, por lo cual la transferencia fracasó.
En el año 2009 los botánicos Larry Ronald Noblick y Harry Lorenzi describen formalmente a Butia catarinensis, separándola de la población más austral.
En el año 2010 también Lorenzi y otros publicaron el nombre de Butia odorata Noblick y Lorenzi ahora exclusivamente para el taxón más austral, pero tenía una referencia basionímica errónea, por lo que representa un nombre ilegítimo. 
Finalmente se publicó la transferencia Butia odorata (Barb. Rodr.) Noblick, la que pasó a ser considerada como la final, legal y oficial de Cocos odorata Barb. Rodr. hacia el género Butia, con su referencia basionímica correcta.